# 厄兆龙属
厄兆龙（学名：Moros），又名厄运龙或摩罗斯龙，是一属暴龙超科兽脚类动物，生存于晚白垩世的美国犹他州，仅含单一物种无畏厄兆龙（M. intrepidus）。厄兆龙是目前白垩纪暴龙超科最早的明確記錄。

## 发现与命名

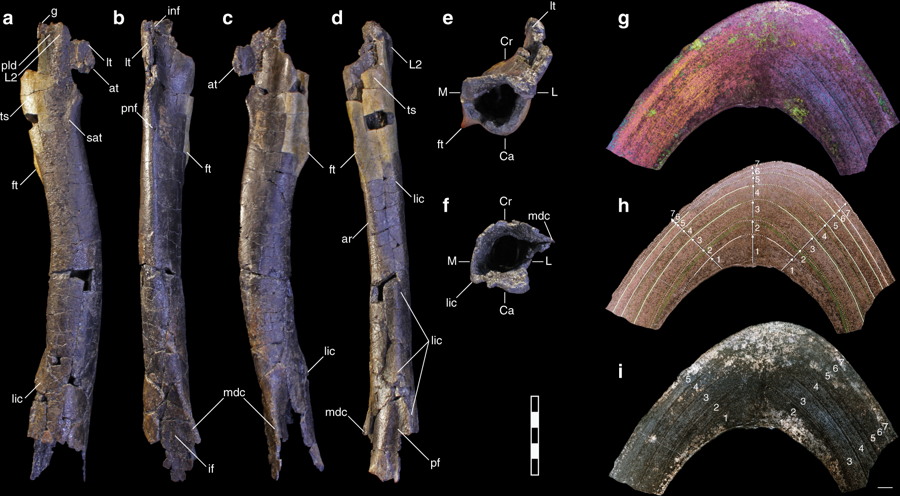
各种视图中的右股骨

厄兆龙化石最早是在美国犹他州艾麦里县的Stormy Theropod遗址中发现。古生物学家已对该地区进行十年的研究，2013年，琳赛·赞诺在山坡上发现一些四肢骨髂，促进了对该地区化石的挖掘工作。2019年2月，这些骨骼被描述为一类全新的物种。
2019年，模式种无畏厄兆龙（Moros intrepidus）由琳赛·赞诺（Lindsay E. Zanno）、瑞安·塔克（Ryan T. Tucker）、奥罗拉·卡诺维尔（Aurore Canoville）、哈维夫·奥夫哈默（Haviv M. Avrahami）、特里·盖茨（Terry A. Gates）和彼得·马克维奇（Peter J. Makovicky）命名并描述。属名源自古希腊语中的摩洛斯（即将来临的厄运的化身），意指北美暴龙超科谱系的建立。种名源自拉丁语intrepidus（意为“无畏的”）一词，指厄兆龙的出现引起了暴龙超科在北美扩散的假设。
正模标本NCSM 33392发现于森诺曼阶雪松山组的下穆森图希特段（lower Mussentuchit Member）。该地层的最大地质年龄为9640万年。标本包括右后肢中的腿骨、胫骨、第二和第四跖骨以及第四趾的第三和第四趾骨。生长停滞线表明其代表一只年龄6到7岁、体型接近最大尺寸的亚成年个体。另有两颗上颌齿归入该物种，编号分别为NCSM 33393和NCSM 33276。

## 描述

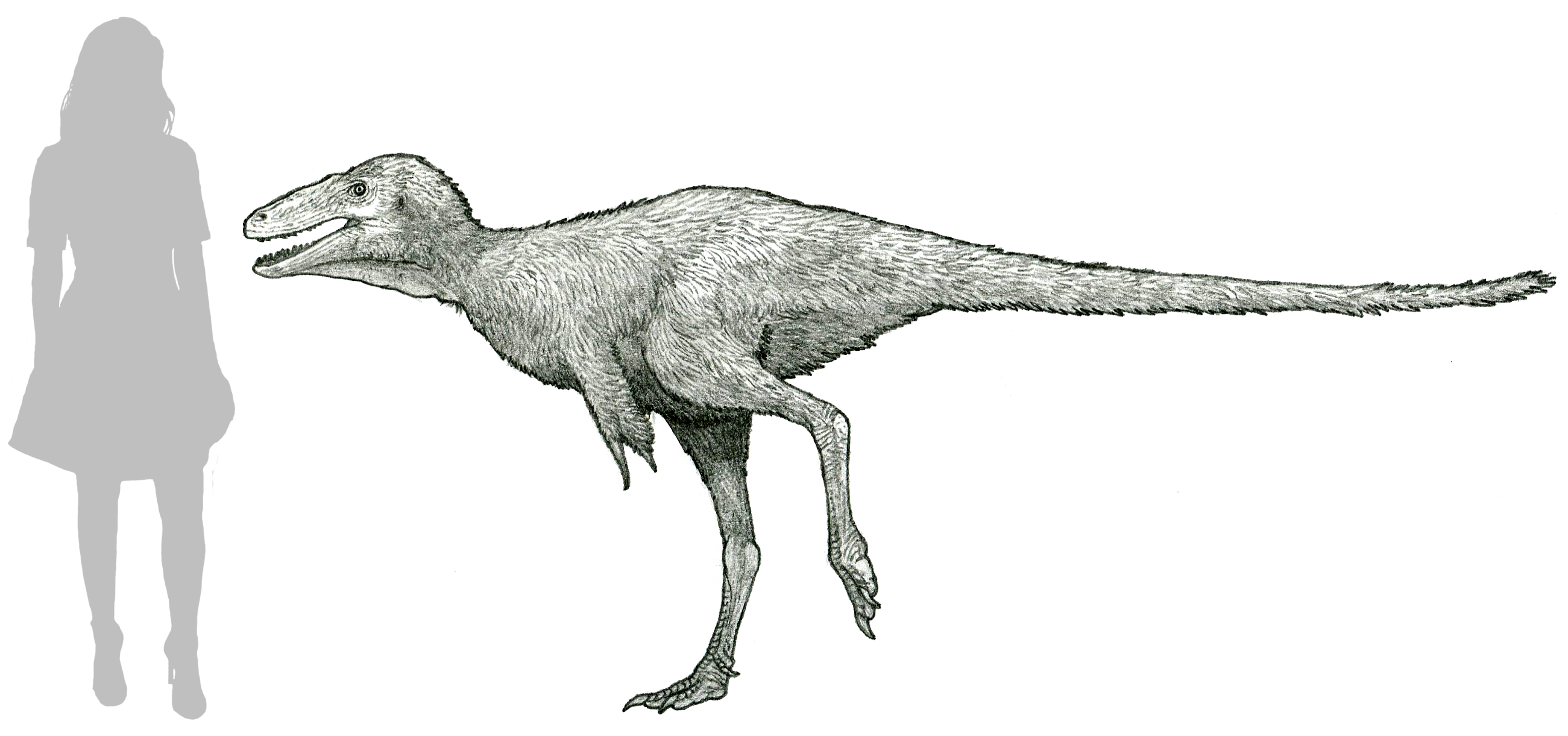
厄兆龙与成年人的体型比较

厄兆龙种适合奔跑的小型暴龙超科，估计重约78（172磅）。厄兆龙的脚骨非常纤细，跖骨比例更像似鸟龙科而非其它晚白垩世暴龙超科。

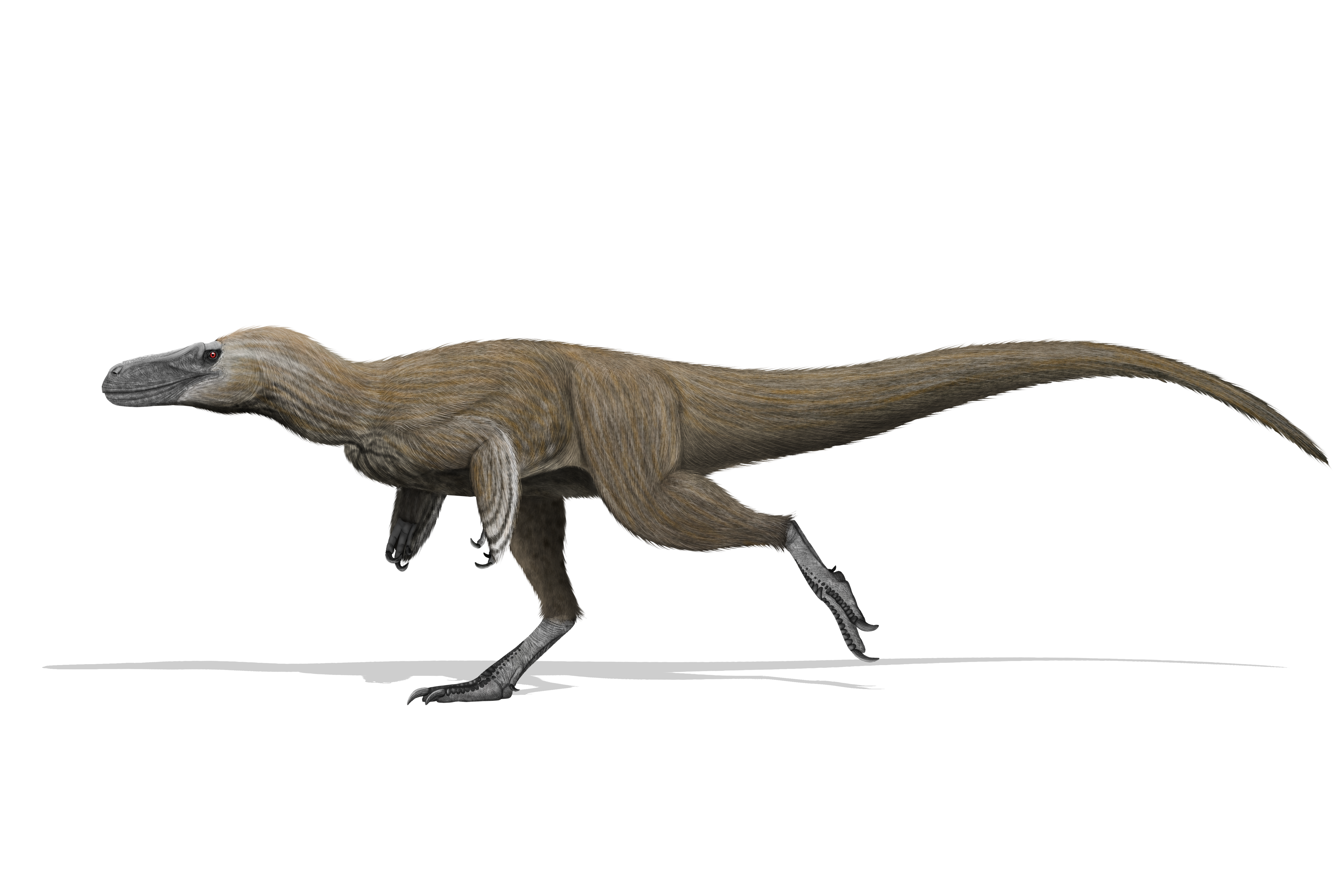
复原图

## 分类学
在2019年的系统发育分析中，赞诺等人将厄兆龙及雄关龙、帖木儿龙等中白垩世亚洲分类单元归入基础泛暴龙类。这种与亚洲基础暴龙超科的系统发育亲缘关系表明，厄兆龙是白垩纪中期亚洲与北美洲生物群间跨大陆交换的一部分，而且在其他分类单元中有详细的化石记录。

## 大眾文化
厄兆龍出現在2022年上映的電影《侏羅紀世界：統霸天下》中及其前導預告片；事實上，根據導演柯林·崔佛洛的說法，在劇本起草的幾個月前厄兆龍才剛發表，他於是將這種新種恐龍寫入劇本裡。在正片裡，厄兆龍由劇情中的反派公司BioSyn創造並培育在保護區及實驗室中；而在2021年釋出的前導預告片中，一隻厄兆龍清理一隻南方巨獸龍口中的食物殘渣。但以科學角度分析，這兩個物種所生存的年代和地點均不同，因此根本不可能相遇。